# Hasan Bozbey
Hasan Bozbey (ur. 30 listopada 1927) – turecki zapaśnik walczący w stylu klasycznym. Olimpijczyk z Helsinek 1952, gdzie zajął szóste miejsce w kategorii do 62 kg.